# Kerianne Flynn
Kerianne Flynn est une productrice de cinéma américaine connue pour son travail sur des films indépendants. Elle a contribué à plusieurs projets notables, dont The Automatic Hate (2015), This Changes Everything (2018) et Lilly (2024). Elle est également reconnue pour sa participation à la mission spatiale NS-31 de Blue Origin, prévue pour le 14 avril 2025, au sein de la première équipe entièrement féminine à effectuer un vol suborbital depuis Valentina Terechkova en 1963.

## Biographie
Kerianne Flynn commence sa carrière dans l'industrie cinématographique en 2015 en tant que productrice sur The Automatic Hate, un drame indépendant. Elle se fait ensuite remarquer avec This Changes Everything (2018), un documentaire acclamé qui explore les inégalités de genre à Hollywood. En 2024, elle produit Lilly, un hommage à l'activiste Lilly Ledbetter, renforçant sa réputation dans le cinéma engagé.
Passionnée par l'exploration spatiale, Flynn a manifesté un intérêt précoce pour les vols spatiaux en s'inscrivant dès 2011 comme passagère potentielle chez Virgin Galactic. Elle voit son futur vol avec Blue Origin comme une opportunité d'inspirer son fils, Dex, et les jeunes générations.

## Mission spatiale NS-31
Le 27 février, Blue Origin annonce que Kerianne Flynn fera partie de l'équipage de la mission NS-31, aux côtés de Lauren Sánchez, Katy Perry, Gayle King, Aisha Bowe et Amanda Nguyen. Ce vol, effectué le 14 avril, marque le onzième lancement habité du programme New Shepard. Le vol de 11 minutes a permis à l’équipage de dépasser la ligne de Kármán à 100 kilomètres d’altitude et de vivre plusieurs minutes d’apesanteur,. Pour se préparer, Flynn a suivi un entraînement intensif incluant des simulations en gravité zéro et une formation NASTAR à Philadelphie, où elle a été soumise à des forces allant jusqu'à 5 G.

## Filmographie
- The Automatic Hate (2015) – Productrice
- This Changes Everything (2018) – Productrice
- Lilly (2024) – Productrice